# Палоко (Л'Аквила)
Палоко (итал. Pallocco) је насеље у Италији у округу Л'Аквила, региону Абруцо.
Према процени из 2011. у насељу је живело 11 становника. Насеље се налази на надморској висини од 526 м.